# Aissatou
Aïssatou est un prénom féminin d'Afrique subsaharienne, équivalent de l'arabe Aïcha. Ce prénom a été porté sous sa forme arabe par l'épouse préférée de Mahomet après Khadija, fille du premier calife Abou Bakr.

## Personnalités portant ce prénom
- Aissatou Baldé (1971-) est une femme politique guinéenne.
- Aïssatou Thiam est une actrice et mannequin française.
- Aïssatou Tounkara (1995-) est une footballeuse internationale française.
- Aïssatou Diallo Sagna (1983-) est une actrice et aide-soignante française.
- Aïssatou Mbodj est une femme politique sénégalaise.
- Aissatou Diallo (1987-) est une économiste et femme politique guinéenne.
- Aïssatou Diamanka-Besland (1972-) est une écrivaine et journaliste franco-sénégalaise.